# 古本
古本（）または古書（）とは、出版後に一度は消費者（所有者）の手元に置かれた中古本の呼称。雑誌などを含む場合もある。新本（新刊本）と対応した言葉。古書店（古本屋）やインターネット売買を通じて再度流通することが多い。

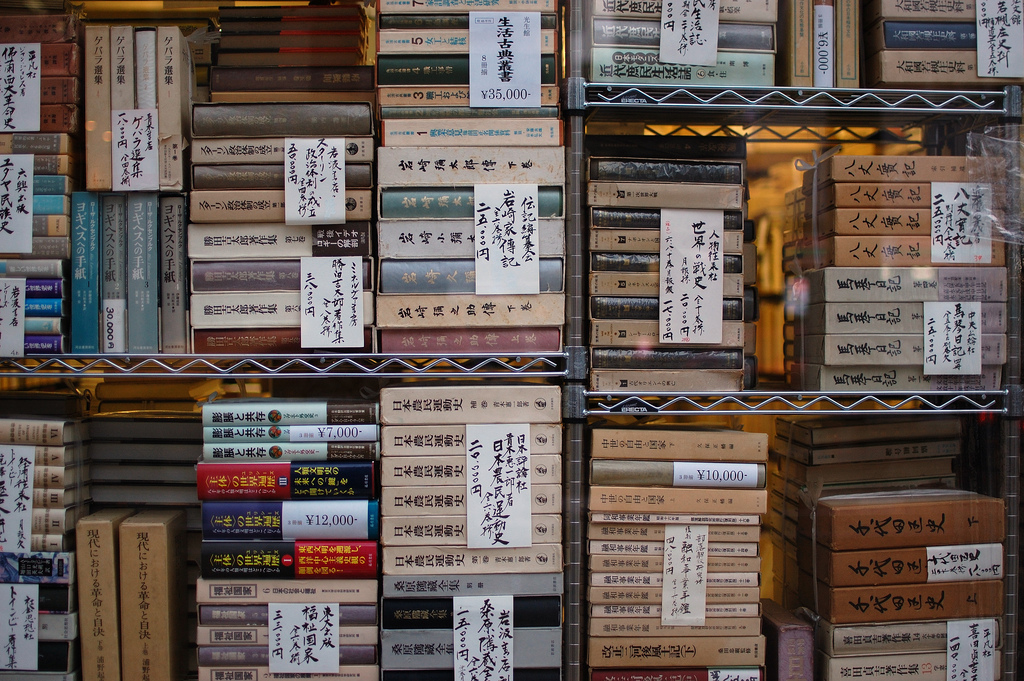
古本

売れ残るなどして新刊なのに安価で販売される本をゾッキ本（バーゲンブック、自由価格本とも）という。ゾッキ本は「新古本」と呼ばれることもあるが、それと類似した表現で、比較的近年に刊行された本の中古を販売する店を新古書店と分類することもある。
古本や古書に公的機関や法律で用いられているような明確な定義はない。そのため、様々な慣例集、用語集、辞書などによって情報をまとめていく。ここでは、図書館情報学用語辞典とデジタル大辞泉での定義を紹介する。
図書館情報学用語辞典では、厳密にいえば古本と古書は区別されている。古本は大まかにいうと古くなった本の総称である。また、別人によって所有されたことのある本を古本と呼ばれることもある。また、類似語として古書がある。古書は絶版になって入手困難になり、高価なもののことを指す。
また、デジタル大辞泉によると古本は読み古した本、一度他人の所有となった本、刊行されて時を経た本である。そして古書とは、昔の書物、古い文書のことであり、特に価値の高い古本を指していうことがある。

## 概要

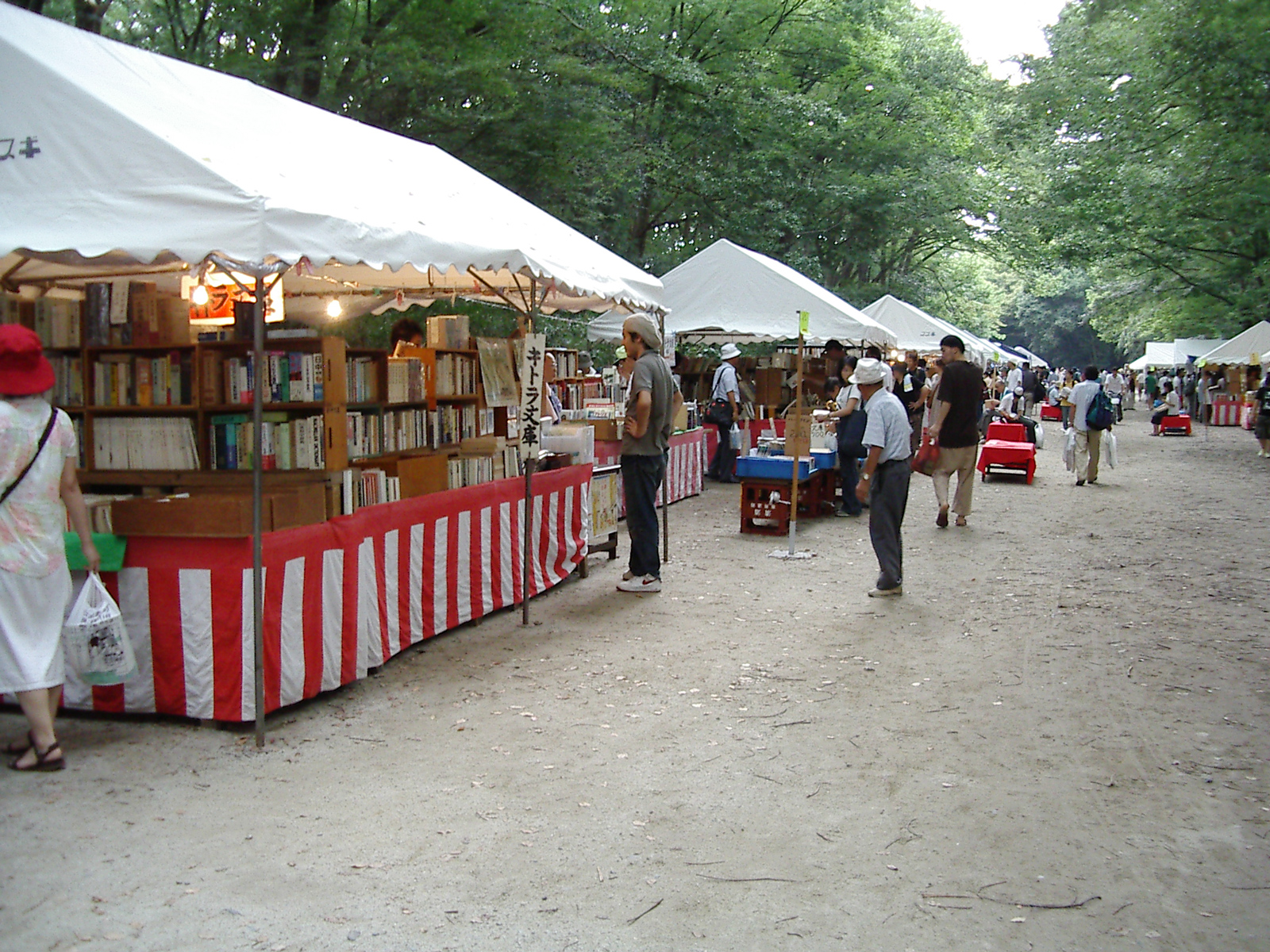
京都・下鴨神社での夏の古本市

本は出版された時代の文化の影響を強く記すものであり、歴史的な価値を持つ。絶版になったままの本や、後世に覆刻されても古い版本に骨董や文化遺産としての、新刊にはない魅力・価値を見出して、探し求める愛好家は珍しくない。特に、江戸時代およびそれ以前に出版・書写された文献資料、清朝およびそれ以前に出版・書写された漢籍（及び、同時代の韓本）、日本の古代から近代に至る一次資料（文書・書簡・原稿・拓本等）などは古典籍と称され、近世以前に著された和装本の一部は国宝や文化財に指定されている。文学館や美術館、博物館、図書館などが購入あるいは寄贈を受け付けて、厳重に保管している稀覯書・希少本も多い。
そうした希少価値がなくても、「中古でいいから本を安く買いたい」という消費者も多く、古書の需要・流通を支えている。
多くの古本は、所有者が古本屋（古書店）に持ち込み、売却することで再び市場に流通する。業者を経由せず、個人がフリーマーケットやインターネットオークションで他の消費者に直接販売する事例も見受けられる。新刊時の販売価格を大幅に下回る価格で買い取られるのが一般的だが、極端に流通が少なく需要が多い書籍（希少本・レア本）は、新刊時の販売価格を上回ることもある。流通に乗った古本は、買い取った古本屋でネット販売（「日本の古本屋」など）も含め販売されるほか、業者間の市（交換会や入札会と呼ばれる）に出され流通する。店頭での販売価格は各古本屋が、需給関係や本のコンディション（日焼け、汚れ、書込み等）から決定するため、まったく同じ古本でも、店によって価格が異なる。そのために「せどり」という商売が成立する。ネットの普及で「どこにどんな古本があるか」や相場を調べたり、売買したりが容易になり、古本を巡る状況は大きく変わっている。
近年の中国では、1911年以前の書籍は一律輸出禁止（文物局規定）とされており、日本で制作され流出した和装本などをはじめとする海外から流入した古書であっても持ち出せない制約が設けられている。

## 古本の価値・価格
コンディションが良好な方が価格が高いことが一般的だが、それ以外にも、古本の値段や価値を左右する要因は多い。新刊時の出荷部数や重版の回数、電子書籍化を含む復刊や著作権保護期間切れによるデジタル公開の有無、著作権保護期間中でも国立国会図書館の「個人向けデジタル化資料送信サービス」での公開、本の内容が流行や実務的な需要（法律などの制度やビジネス知識）に合っているかどうか－－などである。装丁が凝っていたり、古風（レトロ）だったりする本や初版、著者の署名入り（特に知人・著名人宛ての場合）、有名人の蔵書印が捺してある場合などは付加価値とみなされ、価格が上乗せされることもある。戦前や戦後すぐの刊行で、有名書籍で保存状態が良好であれば、初版の方が高価なこともある。
同じ中身の本であっても、古本の価格は時期や店により変わる。ある古書店が高く販売している本が、別の店では店頭に置かれたワゴンや書棚で100円、10円といった廉価で販売されていたことは昭和期にもあった（せどりは、こうした価格差を活用したビジネスである）。
また高額な絶版本が文庫化や復刊、新装版や完全版の刊行、電子書籍化などにより、古本価格が一気に安くなることもある。ネット販売普及後、古本の購入を検討する人は価格の検索・比較がしやすくなったため、低価格競争の結果、需要が少ないまたは供給が多い本は値下がりする傾向にある。Amazon.co.jpでは1円で売られている本もある。
一方、かつては読み捨てられていたような本が高騰することもある。昭和中期～後期に刊行された貸本時代の漫画や児童向け読み物、単行本に比べ保管されにくい一部の雑誌などがその例である。遺品整理に古書業者が呼ばれて、希少な蔵書が引き取られて古書として再度販売されることも多いが、古本に関心がない人々により廃棄されてしまうリスクは常に存在する。
第二次世界大戦直前の1940年12月には、古本にも公定価格が導入された。明治38年以前の出版物は定価の5倍までとし、以降、年代順に4区分して価格が決められた。希少価値のある古本でも定価の75%でしか販売できないケースも生じ、売り控えにより流通量が減るなど混乱が生じた。
世界全体における古本の史上最高額については諸説あるが、2013年にアメリカで開かれたオークションで、17世紀の詩編『ベイ・サーム・ブック』が1420万ドル（日本円では約14億4000万円）で落札され、古書競売の世界最高額となったと報道された
。またコミックスとしては2011年に『アクションコミックス』が216万ドルで落札された際、「米コミック誌としては過去最高額」 だと報じられた。

## 古書店と古書店街

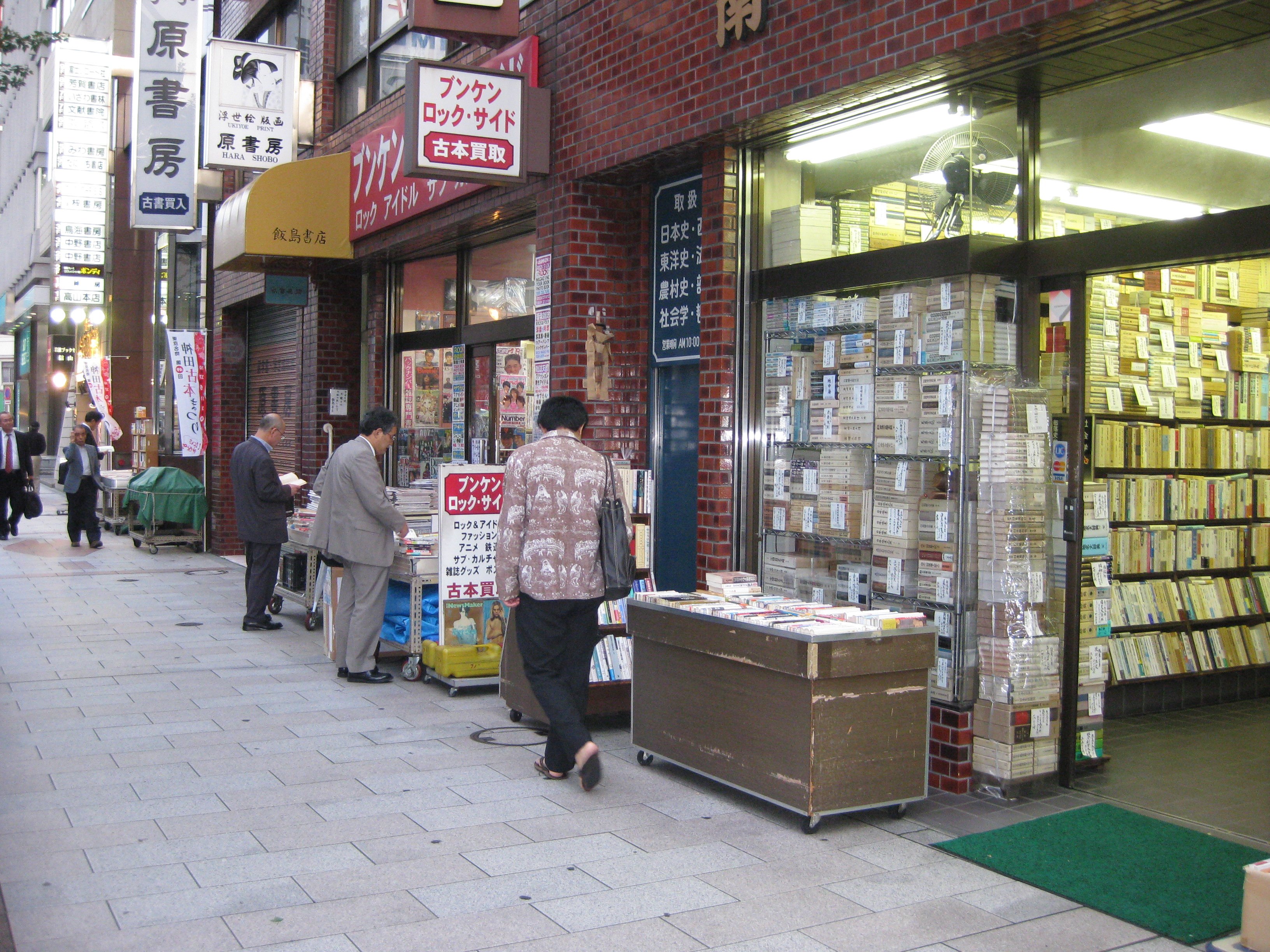
神田古書店街

インターネットや目録販売専門の古書業者以外に、古書会館や百貨店など商業・公共施設で古本の即売会が開かれることも多い。常設の古書店は全国各地に点在しており、古書店が一つの地区や施設に集中する古書街も形成されている。東京都心の神田神保町にある「神田古書店街」は、百数十軒もの古本屋が集まり、世界最大の古書店街となっている。外国ではチャリング・クロス、カルチエ・ラタン、琉璃廠、イスタンブールのサハフラル・チャルシュスのように都市に成立してきたが、英ウェールズのヘイ・オン・ワイは交通の不便な田舎町に成立した珍しい例である。

## 古書にまつわる文化
古本を含む書籍はそれ自体が文化的な存在であるうえ、希少本の探索に熱意を向ける蒐書家（ビブリオマニア）にはコレクターにつきものの悲喜こもごもが伴う。このため、かつては『彷書月刊』という古書専門雑誌が出版されていたほか、古本にまつわるエッセイや古書店主の回想録も多い。
10月は古書月間、10月4日は「古書の日」とされている。読まれた本への感謝を表すため、古書市会場となっている京都市の知恩寺では毎年10月下旬に古本供養を行っている。東京の神田明神でも2017年10月5日、東京都古書籍商業協同組合が初の古本感謝祭を開いた。物に対する通常の供養・おはらいと異なり、これらの本は焼却・廃棄はされず、再度販売されている。
また古書店には、元の持ち主にとって思い入れがある本や、秘密を書いた手記・日記、魔術・魔導書などが並んでいても不思議ではない雰囲気がある。このため、ミステリ小説やホラー小説などの舞台としても多く用いられる。
元の持ち主による本以外の物の挟み込みや書き込み、破損などがある「痕跡本」を蒐集する者もいる（「#古書店主の著名人」で後述）。

### 古書マニアの著名人
- 清末四大蔵書家 - 丁氏兄弟、瞿紹基、楊以増、陸心源
- 斎藤夜居
- 斎藤昌三
- 柴山大四郎 - 山本周五郎の小説『ひやめし物語』の主人公（田坂具隆監督の映画『冷飯とおさんとちゃん』）
- 小山力也 - 『古本屋ツアー・イン・○○[注 1]』シリーズの著者。「古ツアさん」との愛称を持つ。声優の小山力也とは無関係。
- 暁烏敏
- 山下武
- 草森紳一 - 『随筆　本が崩れる』（文春文庫）
- 紀田順一郎
- 井上ひさし - 遅筆堂文庫
- 鹿島茂 - 『子供より古書が大事と思いたい』（青土社）
- 逢坂剛 - 『古書もスペインもミステリー―逢坂剛対談集』（玉川大学出版部）などがある[注 2]。
- 松岡正剛
- 立花隆
- 荒俣宏
- 横田順彌
- 坪内祐三
- 岡崎武志
- 林哲夫
- 河内紀
- 荻原魚雷
- 喜国雅彦
- 唐沢俊一
- 松沢呉一
- 南陀楼綾繁
- 近代ナリコ
- グレゴリ青山
- カラサキ・アユミ

### 古書店主の著名人
- 反町茂雄
- 八木福次郎
- 高林恒夫
- 高林孝行 - 高林恒夫の息子。
- 出久根達郎
- 青木正美
- 古川益三
- 長嶋康郎 - ニコニコ堂主人、『古道具ニコニコ堂のなんとなくコレクション』（新紀元社）著者。佐野洋子の友人、作家長嶋有の父。
- 石神井書林・内堀弘
- 月の輪書林・高橋徹
- 田村治芳 - 雑誌『彷書月刊』の編集兼発行人
- 戸川昌士 - 珍レコードコレクションでもしられる、古書店主。
- 山本善行 - 古書善行堂主人。
- 田中美穂 - 蟲文庫（倉敷）店主。
- 古沢和宏 - 五っ葉文庫（愛知県）店主。書き込みなどがある本のコレクターで、著書に『痕跡本のすすめ』（太田出版）、『痕跡本の世界』（ちくま文庫）。
- 高野之夫